# Frontera entre Etiòpia i Somàlia
La frontera entre Etiòpia i Somàlia és una línia terrestre que separa Somàlia de l'Etiòpia. Es pot dividir en dues. La part meridional, més llarga, que separava l'Imperi Etíop de la Somàlia italiana, mai ha estat objecte de demarcació ni senyalització. La part nord, entre l'antiga Somaliland britànica i l'Imperi Etíop, fou delimitada i senyalitzada a començaments dels anys 1930.

## Descripció
De sud a nord, comença al trifini Etiòpia-Somàlia-Djibouti, seguint de forma irregular cap al sud-est fins a arribar al paral·lel 8º Nord, que segueix fins a arribar al meridià 48 a l'Est. Aquí fa una inflexió cap al sud-oest fins a arribar al riu Shabele, un dels més importants de Somàlia. Després segueix una línia irregular fins a acabar fins a la ciutat fronterera kenyana de Mandera. De nou, es tracta d'una relíquia de la Somàlia italiana. Una part de la frontera constitueix una delimitació administrativa temporal.

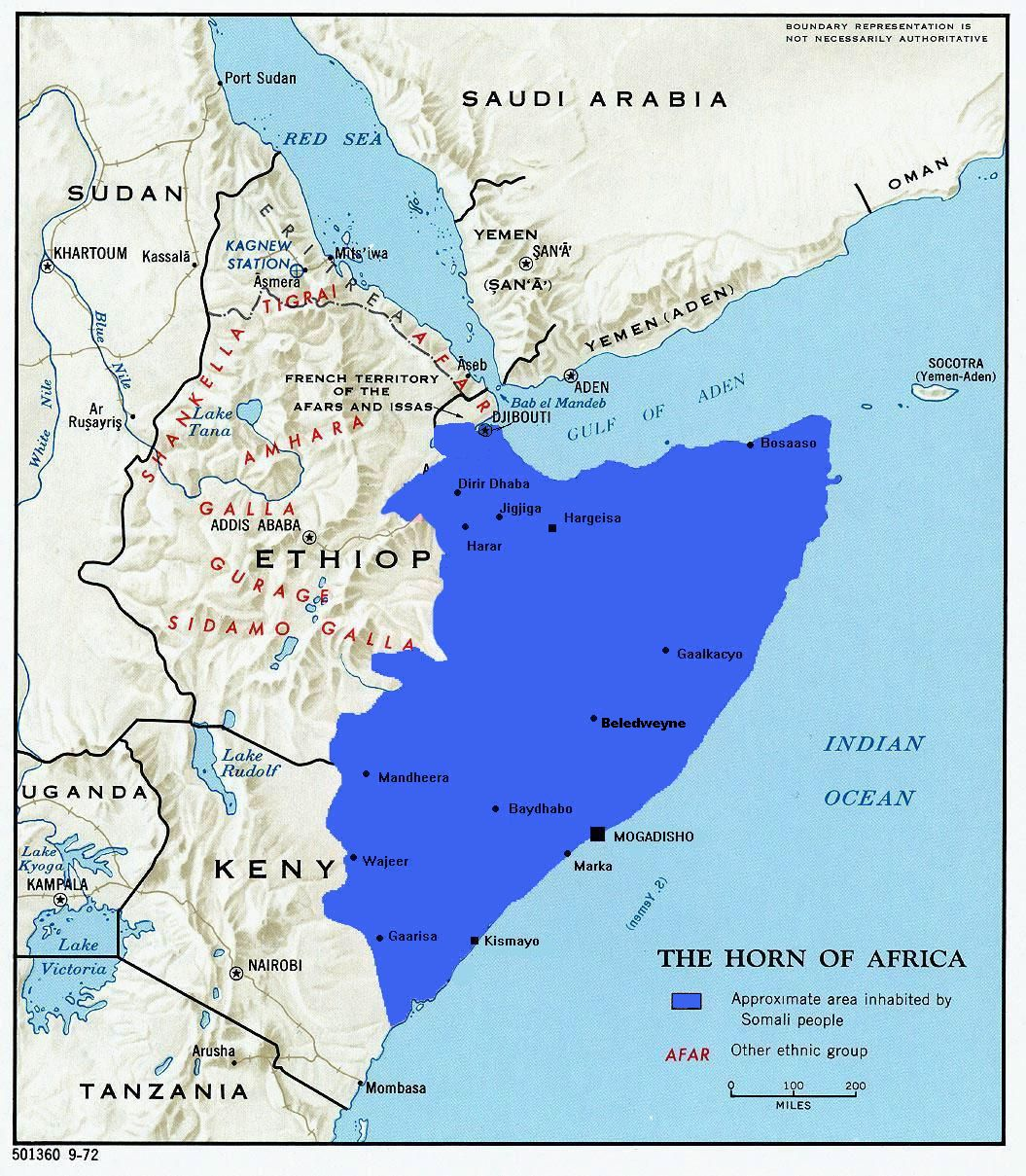
L'espai de la Gran Somàlia reivindicada per Somàlia des de 1960.

La part sud forma part d'una línia que "parteix de Dolo, a la confluència de Daua i Ganale; cap a l'est seguint les fonts de Maidaba i seguiu fins a l'Ouebi Shebeli" (article 1r). Aquesta línia és precisada per l'evocació dels "territoris" de les tribus".
La part nord surt del punt 47° E., 8° N, després segueix una línia recta fins al punt 44° E., 9° N., després fins a Moga Medir (Jifu Meider). A continuació segueix el curs del Tug Wajale, passa al Beyu Anod, després segueix al llarg d'una pista caravanera fins a la frontera amb l'actual república de Djibouti.

## Història
La part meridional d'aquesta frontera va ser fixada per un acord entre Itàlia i Etiòpia del 16 de maig de 1908. Mai no ha estat demarcat ni delimitat. La part septentrional va ser determinada per l'acord Anglo-Etíop del 14 de maig de 1897. Va ser demarcada i delimitada per una missió anglo-etíop entre 1931 i 1935 i validada per un acord el 28 de març de 1935.
L'incident fronterer de Wal Wal el 5 de desembre de 1934 va servir de pretext a la invasió d'Etiòpia per Itàlia en 1935. Després de la seva creació en 1960, la república de Somàlia va reivindicar els territoris poblats per somalis a l'Ogaden etíop. En 1961 les tropes somalis es van enfrontar als soldats etíops al llarg de la frontera. En 1964 sorgiren noves tensions i ambdós països s'enfrontaren en la primera guerra etíop-somali. El conflicte es va acabar amb la retirada dels somalis.
Entre 1977 i 1978 esclatà una nova guerra, coneguda com a Guerra de l'Ogaden, el conflicte armat més seriís a la Banya d'Àfrica del segle xx. Va començar l'estiu de 1977, quan les tropes de l'Exèrcit Somalià i les guerrilles del Front d'Alliberament de Somàlia Occidental van ocupar grans zones de l'Ogaden i forçaren l'exèrcit etíop al cantonament en fortaleses com Jijiga, Harar, i Dire Dawa durante durant vuit mesos. L'intent de secesionar l'Ogaden no es va aconseguir.